# Drapeau de San Francisco
 (septembre 2024).
Le drapeau de San Francisco est la drapeau de la ville de San Francisco dans l'État de Californie aux États-unis. Il consiste en un phénix sur fond blanc avec un encadré or. La devise de la ville Oro en paz, fierro en guerra (« Or en paix, fer en guerre ») est présente avec le nom de celle-ci.
Le phénix serait symbolique de l'état d'esprit des habitants de la ville après le séisme de 1906 mais la création du drapeau en est antérieure. Cela pourrait donc correspondre à d'autres catastrophes.
Il est officiel depuis le 16 décembre 1940.

## Historique
En 1900, James Duval Phelan, banquier et mécène, maire de 1897 à 1902, propose au conseil des autorités de surveillance que San Francisco adopte un drapeau et une devise. Plus de 100 dessins ont été soumis et la proposition de John M. Gamble a été sélectionnée. Il représente un phénix s'élevant de ses cendres sur un champ blanc. Le phénix mythologique apparaît dans de nombreuses cultures anciennes et est un symbole de l'immortalité. Quand le phénix à longue durée de vie sent que la mort est proche, il construit un nid de bois aromatique et l'incendie. Un nouveau phénix surgit alors des cendres, tout comme San Francisco est né des grands feux des années 1850. La devise Or en paix, fer en guerre fait référence à l'expérience de la ville pendant la guerre hispano-américaine comme point d'embarquement pour les troupes vers Philippines en 1898.